# 소가와촌 (에히메현)
소가와촌(惣川村)은 에히메현 히가시우와군에 설치된 촌이다. 